# Roland Nicolaus
Roland Nicolaus (* 9. November 1954 in Berlin) ist ein deutscher Maler und Grafiker.

## Leben
Roland Nicolaus studierte 1978 bis 1979 an der Hochschule für Industrielle Formgestaltung Halle (Saale) im Fach Emailgestaltung und 1979 bis 1983 Malerei an der Kunsthochschule Berlin-Weißensee, u. a. bei Dietrich Nosky. Nach dem Diplom arbeitete er freischaffend als Maler und Graphiker. Von 1986 bis 1989 war er Meisterschüler an der Akademie der Künste der DDR bei Willi Neubert. Seit 1983 ist er wieder als freischaffender Maler und Graphiker tätig, bis 1990 als Mitglied des Verbands Bildender Künstler der DDR. In Berlin hatte er sein Atelier in der Kunstmeile der Oderberger Straße, ehe er nach Blumberg zog.
Zwischen 1991 und 2000 hatte Nicolaus Lehraufträge für Malerei an der Humboldt-Universität zu Berlin und an der Universität der Künste Berlin. 1992 erhielt er den VEAG-Förderpreis für Malerei
Nicolaus ist mit Rita Nicolaus verheiratet.

## Öffentliche Sammlungen und Museen mit Werken Nicolaus´
- Beeskow: Kunstarchiv Beeskow[2]
- Berlin: Kupferstichkabinett
- Berlin: Stiftung Stadtmuseum Berlin
- Berlin: Berlinische Galerie[3]
- Berlin: Stiftung Kunstforum der Berliner Volksbank
- Berlin: Kunstsammlung Berlin-Pankow[4]
- Halle/Saale: Kunstmuseum Moritzburg

## Rezeption
„Die naturalistische, dennoch expressiv übersteigerte Darstellungsweise ist dabei charakteristisch für die Kunst von Roland Nicolaus“
„Er hebelt das Rationale aus. Roland Nikolaus entzieht der Normalität den Boden unter den Füßen, in dem er auf verwirrende und erfindungsreiche Weise surreale Begebenheiten in naturalistischen Landschaften mit üppiger bis schriller Farbigkeit verortet… Hybride Wesen aus der Typenwerkstatt Germania, Model und Superstar dominieren ohne Anzeichen von lebendiger Individualität oder innerer Beteiligung den malerischen Illusionsraum. Pflanzliches, Dingliches, Menschliches und Gesellschaftspolitisches gehen dabei vielsagende symbiotische Bindungen ein. Zwischen präzise gemaltem deutschem Boxer, akkuraten Windrädern und flatterndem Heiligen Geist ist viel Raum für intellektuelle Ironie, für Gesellschaftskritik, aber auch für Allegorisches, das den surrealen Gehalt potenziert.“

## Werke (Auswahl)

### Tafelbilder
- Am Meer (Öl auf Leinwand, 108 × 110 cm, 1984)
- Strand mit Stillleben (Mischtechnik, 1985; ausgestellt auf der X. Kunstausstellung der DDR)
- Berliner Ruinenromantik (Öl auf Leinwand, 105 × 120 cm, 1988)
- Die Schönheit der Hütten (Öl auf Hartfaser, 118 × 58 cm, 1988; Kunstarchiv Beeskow)
- Wir sind ein Volk – und was für eins (Öl auf Holz, 125 × 178,5 cm, 1990)

### Druckgrafik
- Hamburger Bahnhof (Radierung, 47 × 58 cm, 1990)[7]
- Nun kommt der Karren endlich aus dem Dreck (Lithografie, 32,1 × 38,7 cm, 1991; aus der Serie Kopf hoch – fünf lustige Blätter zum Jahrestag der Einheit)[8]

## Ausstellungen (unvollständig)

### Einzelausstellungen
- 1989: Berlin, Galerie am Robert-Koch-Platz der Akademie der Künste der DDR („Meisterschülerwerkstatt“; mit fünf weiteren Künstlern)
- 1992: Berlin, Atelier am Pariser Platz der Akademie der Künste („Bilder 1987–1991“)
- 1994: Berlin, Haus der Wirtschaft
- 2012: Cottbus, Verwaltungsgebäude der Vattenfall AG („Das Flüstern des Genius“)
- 2016 Berlin, Galerie Pankow („Auf Montage! Positionen zur Montage als ästhetisches Prinzip“; mit weiteren 12 Künstlern)

### Ausstellungsbeteiligungen
- 1986 und 1989: Berlin, Ausstellungszentrum am Fernsehturm (Erste und Zweite Ausstellung Berliner Junger Künstler)
- 1986 und 1989: Berlin, Bezirkskunstausstellungen
- 1987: Paris, Kulturzentrum der DDR („Tempéraments – jeunes artists de Berlin“)
- 1987: Berlin, Ephraim-Palais („Das Bild der Stadt Berlin von 1945 bis zur Gegenwart“)
- 1987/1988: Dresden, X. Kunstausstellung der DDR